# Karl Stewart
Pour les articles homonymes, voir Stewart.
Karl Stewart (né le 30 juin 1983 à Aurora en Ontario, Canada) est un joueur professionnel canadien de hockey sur glace.

## Carrière en club
Stewart a commencé sa carrière dans la Ligue de hockey de l'Ontario (OHL) en jouant pour les Whalers de Plymouth en 2000-2001.
Le 28 septembre 2001, il est recruté par les Thrashers d'Atlanta en tant qu'agent libre mais il reste jouera dans l'OHL avant de rejoindre la Ligue américaine de hockey et les Chicago Wolves.
Au cours de la saison 2003-2004 de la LNH, il fait ses débuts dans la Ligue nationale de hockey avec la franchise d'Atlanta, LNH qu'il retrouvera pour 8 matchs en 2005-2006. Le 17 août 2006, il est échangé aux Ducks d'Anaheim. Le 27 septembre de la même année, les Penguins de Pittsburgh décident de l'intégrer à leur effectif, puisque ne faisant pas partie des joueurs retenus par les Ducks mais ne jouera que trois matchs avant de passer par les Blackhawks de Chicago avant de finir au Lightning de Tampa Bay.

## Statistiques
| Saison     | Équipe                 | Ligue      |    | Saison régulière | Saison régulière | Saison régulière | Saison régulière | Saison régulière |   | Séries éliminatoires | Séries éliminatoires | Séries éliminatoires | Séries éliminatoires | Séries éliminatoires |
| Saison     | Équipe                 | Ligue      | PJ | B                | A                | Pts              | Pun              | PJ               | B | A                    | Pts                  | Pun                  |                      |                      |
| 2000-2001  | Whalers de Plymouth    | LHO        | 68 | 9                | 14               | 23               | 87               | 19               | 3 | 4                    | 7                    | 14                   |                      |                      |
| 2001-2002  | Whalers de Plymouth    | LHO        | 65 | 20               | 23               | 43               | 104              | 6                | 0 | 2                    | 2                    | 21                   |                      |                      |
| 2002-2003  | Whalers de Plymouth    | LHO        | 68 | 35               | 50               | 85               | 120              | 17               | 7 | 10                   | 17                   | 31                   |                      |                      |
| 2003-2004  | Wolves de Chicago      | LAH        | 72 | 10               | 32               | 42               | 186              | 10               | 2 | 3                    | 5                    | 29                   |                      |                      |
| 2003-2004  | Thrashers d'Atlanta    | LNH        | 5  | 0                | 1                | 1                | 4                | -                | - | -                    | -                    | -                    |                      |                      |
| 2004-2005  | Wolves de Chicago      | LAH        | 77 | 16               | 8                | 24               | 226              | 12               | 4 | 2                    | 6                    | 32                   |                      |                      |
| 2005-2006  | Wolves de Chicago      | LAH        | 71 | 22               | 18               | 40               | 184              | -                | - | -                    | -                    | -                    |                      |                      |
| 2005-2006  | Thrashers d'Atlanta    | LNH        | 8  | 0                | 0                | 0                | 15               | -                | - | -                    | -                    | -                    |                      |                      |
| 2006-2007  | Penguins de Pittsburgh | LNH        | 3  | 0                | 0                | 0                | 2                | -                | - | -                    | -                    | -                    |                      |                      |
| 2006-2007  | Blackhawks de Chicago  | LNH        | 37 | 2                | 3                | 5                | 43               | -                | - | -                    | -                    | -                    |                      |                      |
| 2006-2007  | Lightning de Tampa Bay | LNH        | 7  | 0                | 0                | 0                | 2                | -                | - | -                    | -                    | -                    |                      |                      |
| 2007-2008  | Admirals de Norfolk    | LAH        | 62 | 14               | 13               | 27               | 96               | -                | - | -                    | -                    | -                    |                      |                      |
| 2007-2008  | Lightning de Tampa Bay | LNH        | 9  | 0                | 0                | 0                | 2                | -                | - | -                    | -                    | -                    |                      |                      |
| 2008-2009  | Americans de Rochester | LAH        | 72 | 20               | 8                | 28               | 70               | -                | - | -                    | -                    | -                    |                      |                      |
| 2009-2010  | Straubing Tigers       | DEL        | 40 | 12               | 14               | 26               | 30               | -                | - | -                    | -                    | -                    |                      |                      |
| 2010-2011  | Straubing Tigers       | DEL        | 51 | 16               | 21               | 37               | 133              | -                | - | -                    | -                    | -                    |                      |                      |
| 2011-2012  | Straubing Tigers       | DEL        | 47 | 13               | 23               | 36               | 92               | 5                | 2 | 1                    | 3                    | 4                    |                      |                      |
| 2012-2013  | Straubing Tigers       | DEL        | 52 | 16               | 18               | 34               | 56               | 7                | 1 | 1                    | 2                    | 2                    |                      |                      |
| 2013-2014  | Straubing Tigers       | DEL        | 45 | 18               | 14               | 32               | 78               | -                | - | -                    | -                    | -                    |                      |                      |
| 2014-2015  | Straubing Tigers       | DEL        | 41 | 6                | 10               | 16               | 61               | -                | - | -                    | -                    | -                    |                      |                      |
| Totaux LNH | Totaux LNH             | Totaux LNH | 69 | 2                | 4                | 6                | 68               | -                | - | -                    | -                    | -                    |                      |                      |